# Mathias Bersang Sørensen
Mathias Bersang Sørensen (født 24. november 1991 i Danmark) er en dansk fodboldspiller, der spiller for Skive IK i Danmark.

## Karriere

### Randers FC
Sørensen er et produkt af Randers' talentudvikling, og allerede som 16-årig kom han på klubbens divisionshold. Han spillede for det meste for klubbens 2. hold, Randers Freja.

### Hobro IK
Den 22. december 2012 blev det det offentliggjort, at Sørensen skiftede til Hobro på en 2,5-årig kontrakt.
Grundet flere gode præstationer i sæsonen blev Sørensen i oktober 2013 belønnet med en ny kontrakt, som udløb i sommeren 2016.

### Skive IK
Bersang Sørensen skiftede til Skive IK i sommeren 2016, da hans kontrakt med Hobro IK udløb.

## Privat liv
Sørensen var finanselev i Sparekassen Kronjylland Randers City. 